# Иванов, Юрий Владимирович (хоккеист)
Юрий Владимирович Иванов (род. 30 июня 1963, Уфа) — советский и российский хоккеист, нападающий. Мастер спорта России. Тренер.

## Биография
Воспитанник уфимского хоккея, первый тренер Владимир Чариков. Играл за команды «Авангард» Уфа (1979/80 — 1981/82, 1986/87, 1988/89 — 1990/91), СКА Свердловск (1982/83 — 1984/85), «Ижсталь» Устинов (1984/85 — 1985/86), СК имени Салавата Юлаева / «Салават Юлаев» (1985/86, 1987/88 — 1993/94), «Новойл» Уфа (1992/93 — 1994/95).
С 1995 года — тренер, работал в СДЮСШОР «Салават Юлаев», «Орлане» (Стерлитамак, 2021—2023).
Среди воспитанников — Дмитрий Макаров, Игорь Волков, Никита Щитов, Станислав Голованов.